# Glukoneogeneza
Glukoneogeneza (skraćeno: GNG) je metabolički proces proizvodnje glukoze iz supstrata koji po sastavu nisu ugljikohidrati. Najčešći supstrati koji ulaze u proces pretvorbe u glukozu su mliječna kiselina, glicerol i glukogene aminokiseline.
Ovaj metabolički put predstavlja jedan od dva osnovna mehanizma kojim čovjek i gotovo sve životinje održavaju vrijednosti glukoze u krvi konstantnim u slučaju manjka ugljikohidrata, sprječavajući tako hipoglikemiju. Drugi je mehanizam glikogenoliza, tj. razgradnja rezervi glikogena u glukozu.
Glukoneogeneza je sveprisutan proces, kojeg nalazimo u metabolizmu biljaka, životinja, gljiva, bakterija i još jednostavnijih organizama. Kod viših životinja odvija se uglavnom u jetri, a u manjoj mjeri u kori (korteksu) nadbubrežne žlijezde. Aktivacija glukoneogeneze karakteristična je za vrijeme gladi, posta, dijeta s vrlo niskim prinosom ugljikohidrata ili velikog fizičkog napora. Ovaj metabolički put predviđa niz reakcija koje su egzoergonske (zahtijevaju utrošak energije), stoga se za vrijeme reakcija troše visokoenergetske molekule kao ATP i GTP. Gotovo se uvijek tijekom glukoneogeneze pojavljuje i ketoza. Pošto je ovaj proces jedan od osnovnih izvora glukoze u krvi, proizvedeni su i lijekovi, kao npr. metformin, koji inhibiraju glukoneogenezu i stimuliraju prijenos glukoze iz krvi u stanice. Ovi su lijekovi postali vrlo bitni za liječenje dijabetesa tipa 2.
Preživači apsorbiraju ugljikohidrate iz hrane proizvedene tako da mikroorganizmi koji žive buragu razgrađuju celulozu iz prožvakanih biljaka. Kod preživača se, dakle, glukonegeneza neprestano odvija, nezavisno od gladi, fizičkog napora ili vrste prehrane.

## Prekursori i mjesto odvijanja reakcija
Osnovne molekule koje u ljudskom metabolizmu ulaze u glukoneogenezu kao supstrati su mliječna kiselina (laktat), glicerol, koji ulazi u sastav triglicerida, te aminokiseline alanin i glutamin. One čine 90% svih supstrata koji ulaze u glukoneogenezu. Ostali su supstrati uglavnom glukogene aminokiseline i svi međuspojevi Krebsovog ciklusa koji mogu ući u glukoneogenezu tako da se prije pretvore u oksalacetat.
Kod preživača je osnovni supstrat glukoneogeneze propionat.
Mliječna se kiselina stvara kao posljedica rada mišića i prenosi se krvotokom u jetru, gdje se pretvara u piruvat u tzv. Corijevom ciklusu putem enzima laktat dehidrogenaze. Piruvat je prvi supstrat glukoneogeneze, koja ga pretvara u glukozu.
Glukogene aminokiseline prolaze proces transaminacije ili deaminacije, prije nego uđu u proces glukoneogeneze. Tim se putem izravno dobiju supstrati za glukoneogenezu, kao npr. piruvat ili oksalacetat ili se dobiju međuspojevi Krebsovog ciklusa koji indirektno, daljom transformacijom ulaze u glukoneogenezu.
Treći najčešći supstrat glukoneogeneze je glicerol, koji se oslobađa razgradnjom trigicerida. Glicerol ne može biti izravno iskorišten, već se mora transformirati u gliceraldehid-3-fosfat u nizu reakcija koje se odvijaju u jetri.
Kod sisavaca se glukoneogeneza odvija prvenstveno u jetri, a u manjoj mjeri u bubregu i tankom crijevu. Postoje bitne razlike u vrsti prekursora koji ulaze u reakciju glukoneogeneze u navedenim organima. Osnovni prekursor u jetri je laktat, dok se u bubregu osim laktata u većoj mjeri metabolizira i glutamin. Kod preživača je prevladavajući supstrat propionat, koji se stvara metabolizmom ugljikohidrata iz razgrađene celuloze u buragu i ulazi u proces glukoneogeneze u jetri. U stjenci tankog crijeva se putem glukoneogeneze uglavnom razgrađuju glutamin i glicerol.

## Tijek reakcija
Glukoneogeneza je metabolički put, koji se sastoji oda jedanaest enzimskih reakcija. Reakcije mogu započeti u mitohondriju ili citosolu, ovisno od supstrata koji započinje reakciju. Veći se dio glukoneogeneze sastoji od obrnutih enzimskih reakcija koje se odvijaju kod glikolize.
- Glukoneogeneza započinje u mitohondriju formiranjem oksalacetata putem karboksilacije piruvata. Ovu reakciju katalizira enzim piruvat karboksilaza, koji tijekom reakcije troši jednu molekulu ATP. Funkcija ovog enzima je stimulirana visokom koncentracijom acetil CoA (proizvedenog beta oksidacijom u jetri), i inhibiran visokom koncentracijom ADP.

Oksaloacetat se potom reducira u malat koristeći NADH i u ovom se obliku prenosi iz mitohondrija u citoplazmu. Malat se u citoplazmi reakcijom oksidacije ponovo vraća u oblik oksaloacetata koristeći NAD+ u citoplazmi, gdje se odvijaju daljnje reakcije glukoneogeneze.
- Enzim fosfoenolpiruvat karboksikinaza (PEPCK) katalizira dekarboksilaciju oksaloacetata, te fosforilacijom generira fosfoenolpiruvat (PEP). Tijekom te rakcije dolazi do hidrolize jedne molekule GTP-a u GDP.

|          | NAD+ NADH + H+ Laktat- Dehidrogenaza |         | HCO3− ATP ADP + Pi Piruvat- Carboksilaza |             | GTP GDP +CO2 PEPCK |                  |  |
| L-Laktat |                                      | Piruvat |                                          | Oksalacetat |                    | Fosfoenolpiruvat |  |

- Fosfoenolpiruvat se putem enzima enolaze pretvara u 2-fosfoglicerat.
- Enzim fosfoglicerat mutaza pretvara 2-fosfoglicerat u 3-fosfoglicerat.
- 3-fosfoglicerat procesom fosforilacije prelazi u 1-3-bisfosfoglicerat djelovanjem enzima fosfoglicerat kinaze. Ovom se reakcijom hidrolizira jedna molekula ATP u ADP.

|                  | +H2O Enolaza |                   | Fosfo- glicerat- mutaza |                   | ATP ADP Fosfo- glicerat- kinaza |                        |
| Fosfoenolpiruvat |              | D-2-fosfoglicerat |                         | D-3-Fosfoglicerat |                                 | D-1,3-Bisfosfoglicerat |

- 1-3-bisfosfoglicerat se pretvara u gliceraldehid-3-fosfat djelovanjem gliceraldehid-3-fosfat dehidrogenaze.
- Enzim trioza fosfat izomeraza katalizira izomerizaciju gliceraldehida-3-fosfata u dihidroksiaceton fosfat.
- Dihidrosiaceton fosfat postaje fruktoza-1,6-bisfosfat katalizom enzima fruktoza-1,6-bisfosfat aldolaze.

|                        | NADH NAD+ +H+ Pi Glicerinaldehid-3-fosfat-dehidrogenaza |                            | Trioza- fosfat- izomeraza |                            | Fruktoza-1,6-bisfosfat-aldolaza |                           |
| D-1,3-bisfosfoglicerat |                                                         | D-glicerinaldehid-3-fosfat |                           | Dihidroksi- aceton- fosfat |                                 | β-D-fruktoza-1,6-bifosfat |

- Fruktoza-1,6-bisfosfat se pretvara u fruktozu-6-fosfat djelovanjem enzima fruktoza-1,6-bisfosfataze, te se pri tome oslobađa jedna molekula fosfata. Ova je reakcija alosteričkim djelovanjem kontrolirana od citrata.
- Glukoza-6-fosfat izomeraza katalizira izomerizaciju fruktoze-6-fosfata u glukozu-6-fosfat.
- Hidrolizom fosfatne skupine stvara se glukoza. Ovu posljednju reakciju katalizira glukoza-6-fosfataza, te se pri tome oslobađa fosfat.

|                           | H2O Pi Fruktoza-1,6-bisfosfataza |                       | Glukoza-6-fosfat-izomeraza |                      | H2O Pi Glukoza-6-fosfataza |             |
| β-D-fruktoza-1,6-difosfat |                                  | β-D-fruktoza-6-fosfat |                            | α-D-glukoza-6-fosfat |                            | α-D-glukoza |

Ukupna jednadžba reakcijskog niza glukoneogeneze je:
{\displaystyle {\rm {2\ piruvat+4\ ATP+2\ GTP+2\ NADH+2\ H^{+}+6\ H_{2}O\rightarrow glukoza+4\ ADP+2\ GDP+6\ P_{i}+2\ NAD^{+}\!}}}
U fiziološkim uvjetima vrijednost ΔG° je -15 kJ/mol.